# Phyllanthus cryptophilus
Phyllanthus cryptophilus är en emblikaväxtart som först beskrevs av Philibert Commerson och Adrien Henri Laurent de Jussieu, och fick sitt nu gällande namn av Johannes Müller Argoviensis. Phyllanthus cryptophilus ingår i släktet Phyllanthus och familjen emblikaväxter. Inga underarter finns listade i Catalogue of Life.